# Lista di asteroidi (249001-250000)
Di seguito una lista di asteroidi dal numero 249001 al 250000 con data di scoperta e scopritore.

## 249001-249100
| Nome                 | Designazione provvisoria | Data di scoperta  | Scopritore             |
| -------------------- | ------------------------ | ----------------- | ---------------------- |
| 249001 -             | 2007 JM45                | 11 maggio 2007    | Spacewatch             |
| 249002 -             | 2007 MZ19                | 21 giugno 2007    | Spacewatch             |
| 249003 -             | 2007 NA                  | 4 luglio 2007     | Mount Lemmon Survey    |
| 249004 -             | 2007 PM5                 | 6 agosto 2007     | LINEAR                 |
| 249005 -             | 2007 PB9                 | 9 agosto 2007     | Chante-Perdrix         |
| 249006 -             | 2007 PR16                | 8 agosto 2007     | LINEAR                 |
| 249007 -             | 2007 PY37                | 13 agosto 2007    | LINEAR                 |
| 249008 -             | 2007 QJ                  | 16 agosto 2007    | BATTeRS                |
| 249009 -             | 2007 QB2                 | 21 agosto 2007    | OAM                    |
| 249010 Abdel-Samad   | 2007 QE5                 | 26 agosto 2007    | Apitzsch, R.           |
| 249011 -             | 2007 RO6                 | 3 settembre 2007  | CSS                    |
| 249012 -             | 2007 RL31                | 5 settembre 2007  | CSS                    |
| 249013 -             | 2007 RK42                | 9 settembre 2007  | Spacewatch             |
| 249014 -             | 2007 RZ45                | 9 settembre 2007  | Spacewatch             |
| 249015 -             | 2007 RN113               | 11 settembre 2007 | Spacewatch             |
| 249016 -             | 2007 RK116               | 11 settembre 2007 | Spacewatch             |
| 249017 -             | 2007 RE119               | 11 settembre 2007 | PMO NEO Survey Program |
| 249018 -             | 2007 RF139               | 15 settembre 2007 | Ferrando, R.           |
| 249019 -             | 2007 RK149               | 12 settembre 2007 | CSS                    |
| 249020 -             | 2007 RC171               | 10 settembre 2007 | Spacewatch             |
| 249021 -             | 2007 RC179               | 10 settembre 2007 | Mount Lemmon Survey    |
| 249022 -             | 2007 RZ179               | 10 settembre 2007 | Mount Lemmon Survey    |
| 249023 -             | 2007 RS207               | 10 settembre 2007 | Spacewatch             |
| 249024 -             | 2007 RP216               | 13 settembre 2007 | CSS                    |
| 249025 -             | 2007 RZ233               | 12 settembre 2007 | CSS                    |
| 249026 -             | 2007 RW262               | 15 settembre 2007 | Spacewatch             |
| 249027 -             | 2007 RN280               | 13 settembre 2007 | CSS                    |
| 249028 -             | 2007 RS297               | 3 settembre 2007  | CSS                    |
| 249029 -             | 2007 SZ6                 | 18 settembre 2007 | CSS                    |
| 249030 -             | 2007 SJ14                | 20 settembre 2007 | CSS                    |
| 249031 -             | 2007 SK23                | 26 settembre 2007 | Mount Lemmon Survey    |
| 249032 -             | 2007 TA                  | 1 ottobre 2007    | Hug, G.                |
| 249033 -             | 2007 TM2                 | 5 ottobre 2007    | Spacewatch             |
| 249034 -             | 2007 TR16                | 4 ottobre 2007    | CSS                    |
| 249035 -             | 2007 TQ17                | 7 ottobre 2007    | Chante-Perdrix         |
| 249036 -             | 2007 TV20                | 9 ottobre 2007    | Ries, W.               |
| 249037 -             | 2007 TL22                | 8 ottobre 2007    | Spacewatch             |
| 249038 -             | 2007 TL46                | 8 ottobre 2007    | CSS                    |
| 249039 -             | 2007 TW61                | 7 ottobre 2007    | Mount Lemmon Survey    |
| 249040 -             | 2007 TM62                | 7 ottobre 2007    | Mount Lemmon Survey    |
| 249041 -             | 2007 TW70                | 13 ottobre 2007   | Tucker, R. A.          |
| 249042 -             | 2007 TO71                | 15 ottobre 2007   | BATTeRS                |
| 249043 -             | 2007 TA72                | 14 ottobre 2007   | Bickel, W.             |
| 249044 Barrymarshall | 2007 TO72                | 15 ottobre 2007   | Casulli, V. S.         |
| 249045 -             | 2007 TR78                | 5 ottobre 2007    | Spacewatch             |
| 249046 -             | 2007 TV82                | 8 ottobre 2007    | CSS                    |
| 249047 -             | 2007 TC91                | 8 ottobre 2007    | Mount Lemmon Survey    |
| 249048 -             | 2007 TF114               | 8 ottobre 2007    | CSS                    |
| 249049 -             | 2007 TN122               | 6 ottobre 2007    | Spacewatch             |
| 249050 -             | 2007 TS127               | 6 ottobre 2007    | Spacewatch             |
| 249051 -             | 2007 TM129               | 6 ottobre 2007    | Spacewatch             |
| 249052 -             | 2007 TN129               | 6 ottobre 2007    | Spacewatch             |
| 249053 -             | 2007 TC140               | 9 ottobre 2007    | CSS                    |
| 249054 -             | 2007 TB142               | 9 ottobre 2007    | Mount Lemmon Survey    |
| 249055 -             | 2007 TW146               | 6 ottobre 2007    | LINEAR                 |
| 249056 -             | 2007 TK214               | 7 ottobre 2007    | Spacewatch             |
| 249057 -             | 2007 TP220               | 8 ottobre 2007    | CSS                    |
| 249058 -             | 2007 TX244               | 8 ottobre 2007    | CSS                    |
| 249059 -             | 2007 TP249               | 11 ottobre 2007   | Mount Lemmon Survey    |
| 249060 -             | 2007 TT289               | 12 ottobre 2007   | CSS                    |
| 249061 Antonyberger  | 2007 TG298               | 11 ottobre 2007   | Wasserman, L. H.       |
| 249062 -             | 2007 TR360               | 14 ottobre 2007   | Mount Lemmon Survey    |
| 249063 -             | 2007 TS364               | 15 ottobre 2007   | CSS                    |
| 249064 -             | 2007 TP384               | 14 ottobre 2007   | Mount Lemmon Survey    |
| 249065 -             | 2007 TR393               | 15 ottobre 2007   | Spacewatch             |
| 249066 -             | 2007 TF405               | 15 ottobre 2007   | Spacewatch             |
| 249067 -             | 2007 TW425               | 8 ottobre 2007    | Mount Lemmon Survey    |
| 249068 -             | 2007 TY452               | 14 ottobre 2007   | Mount Lemmon Survey    |
| 249069 -             | 2007 UP7                 | 16 ottobre 2007   | CSS                    |
| 249070 -             | 2007 UU34                | 18 ottobre 2007   | Spacewatch             |
| 249071 -             | 2007 UK61                | 30 ottobre 2007   | Mount Lemmon Survey    |
| 249072 -             | 2007 UE84                | 30 ottobre 2007   | Spacewatch             |
| 249073 -             | 2007 UV85                | 30 ottobre 2007   | Spacewatch             |
| 249074 -             | 2007 UE88                | 30 ottobre 2007   | Spacewatch             |
| 249075 -             | 2007 UE96                | 30 ottobre 2007   | Spacewatch             |
| 249076 -             | 2007 UE115               | 31 ottobre 2007   | Spacewatch             |
| 249077 -             | 2007 US125               | 30 ottobre 2007   | Spacewatch             |
| 249078 -             | 2007 UR128               | 20 ottobre 2007   | Mount Lemmon Survey    |
| 249079 -             | 2007 VU2                 | 3 novembre 2007   | Lacruz, J.             |
| 249080 -             | 2007 VR5                 | 4 novembre 2007   | OAM                    |
| 249081 -             | 2007 VT19                | 1 novembre 2007   | Spacewatch             |
| 249082 -             | 2007 VF20                | 1 novembre 2007   | Spacewatch             |
| 249083 -             | 2007 VT20                | 2 novembre 2007   | Mount Lemmon Survey    |
| 249084 -             | 2007 VB27                | 2 novembre 2007   | Mount Lemmon Survey    |
| 249085 -             | 2007 VH32                | 2 novembre 2007   | Spacewatch             |
| 249086 -             | 2007 VR38                | 2 novembre 2007   | CSS                    |
| 249087 -             | 2007 VC52                | 1 novembre 2007   | Spacewatch             |
| 249088 -             | 2007 VC55                | 1 novembre 2007   | Spacewatch             |
| 249089 -             | 2007 VL55                | 1 novembre 2007   | Spacewatch             |
| 249090 -             | 2007 VM62                | 1 novembre 2007   | Spacewatch             |
| 249091 -             | 2007 VV93                | 5 novembre 2007   | LINEAR                 |
| 249092 -             | 2007 VJ119               | 4 novembre 2007   | PMO NEO Survey Program |
| 249093 -             | 2007 VT158               | 5 novembre 2007   | Spacewatch             |
| 249094 -             | 2007 VX161               | 5 novembre 2007   | Spacewatch             |
| 249095 -             | 2007 VH166               | 5 novembre 2007   | Spacewatch             |
| 249096 -             | 2007 VG176               | 4 novembre 2007   | Mount Lemmon Survey    |
| 249097 -             | 2007 VS176               | 5 novembre 2007   | Mount Lemmon Survey    |
| 249098 -             | 2007 VB181               | 7 novembre 2007   | CSS                    |
| 249099 -             | 2007 VU190               | 11 novembre 2007  | LUSS                   |
| 249100 -             | 2007 VZ239               | 7 novembre 2007   | CSS                    |

## 249101-249200
| Nome            | Designazione provvisoria | Data di scoperta | Scopritore          |
| --------------- | ------------------------ | ---------------- | ------------------- |
| 249101 -        | 2007 VF241               | 11 novembre 2007 | Mount Lemmon Survey |
| 249102 -        | 2007 VS241               | 12 novembre 2007 | CSS                 |
| 249103 -        | 2007 VO244               | 15 novembre 2007 | LINEAR              |
| 249104 -        | 2007 VO279               | 14 novembre 2007 | Spacewatch          |
| 249105 -        | 2007 VV292               | 15 novembre 2007 | CSS                 |
| 249106 -        | 2007 VE293               | 15 novembre 2007 | CSS                 |
| 249107 -        | 2007 VA296               | 14 novembre 2007 | Spacewatch          |
| 249108 -        | 2007 VQ300               | 14 novembre 2007 | LONEOS              |
| 249109 -        | 2007 VH306               | 11 novembre 2007 | Mount Lemmon Survey |
| 249110 -        | 2007 VS310               | 14 novembre 2007 | Spacewatch          |
| 249111 -        | 2007 VE311               | 2 novembre 2007  | Spacewatch          |
| 249112 -        | 2007 VH311               | 4 novembre 2007  | Spacewatch          |
| 249113 -        | 2007 VC327               | 6 novembre 2007  | Spacewatch          |
| 249114 -        | 2007 VU327               | 8 novembre 2007  | LINEAR              |
| 249115 -        | 2007 VD329               | 12 novembre 2007 | LINEAR              |
| 249116 -        | 2007 WF3                 | 16 novembre 2007 | Mount Lemmon Survey |
| 249117 -        | 2007 WW8                 | 18 novembre 2007 | LINEAR              |
| 249118 -        | 2007 WW9                 | 17 novembre 2007 | Healy, D.           |
| 249119 -        | 2007 WV18                | 18 novembre 2007 | Mount Lemmon Survey |
| 249120 -        | 2007 WO31                | 19 novembre 2007 | Spacewatch          |
| 249121 -        | 2007 XW19                | 12 dicembre 2007 | LINEAR              |
| 249122 -        | 2007 XU21                | 10 dicembre 2007 | LINEAR              |
| 249123 -        | 2007 XM30                | 15 dicembre 2007 | Spacewatch          |
| 249124 -        | 2007 XO32                | 15 dicembre 2007 | CSS                 |
| 249125 -        | 2007 XK53                | 14 dicembre 2007 | Mount Lemmon Survey |
| 249126 -        | 2007 YD14                | 17 dicembre 2007 | Mount Lemmon Survey |
| 249127 -        | 2007 YR19                | 16 dicembre 2007 | Spacewatch          |
| 249128 -        | 2007 YS23                | 17 dicembre 2007 | Mount Lemmon Survey |
| 249129 -        | 2007 YR47                | 30 dicembre 2007 | Chante-Perdrix      |
| 249130 -        | 2007 YV52                | 30 dicembre 2007 | CSS                 |
| 249131 -        | 2007 YG56                | 30 dicembre 2007 | Healy, D.           |
| 249132 -        | 2007 YG60                | 30 dicembre 2007 | CSS                 |
| 249133 -        | 2007 YJ63                | 31 dicembre 2007 | Spacewatch          |
| 249134 -        | 2007 YN64                | 18 dicembre 2007 | Mount Lemmon Survey |
| 249135 -        | 2007 YR64                | 18 dicembre 2007 | Mount Lemmon Survey |
| 249136 -        | 2007 YR68                | 20 dicembre 2007 | Mount Lemmon Survey |
| 249137 -        | 2008 AC4                 | 8 gennaio 2008   | Kugel, F.           |
| 249138 -        | 2008 AK4                 | 9 gennaio 2008   | LUSS                |
| 249139 -        | 2008 AV4                 | 7 gennaio 2008   | LUSS                |
| 249140 -        | 2008 AY15                | 10 gennaio 2008  | Mount Lemmon Survey |
| 249141 -        | 2008 AE33                | 11 gennaio 2008  | Spacewatch          |
| 249142 -        | 2008 AH35                | 10 gennaio 2008  | Spacewatch          |
| 249143 -        | 2008 AY39                | 10 gennaio 2008  | Mount Lemmon Survey |
| 249144 -        | 2008 AX43                | 10 gennaio 2008  | Spacewatch          |
| 249145 -        | 2008 AV53                | 11 gennaio 2008  | Spacewatch          |
| 249146 -        | 2008 AT56                | 11 gennaio 2008  | Spacewatch          |
| 249147 -        | 2008 AW58                | 11 gennaio 2008  | Spacewatch          |
| 249148 -        | 2008 AY63                | 11 gennaio 2008  | Spacewatch          |
| 249149 -        | 2008 AD69                | 11 gennaio 2008  | Spacewatch          |
| 249150 -        | 2008 AA72                | 13 gennaio 2008  | Mount Lemmon Survey |
| 249151 -        | 2008 AW77                | 12 gennaio 2008  | Spacewatch          |
| 249152 -        | 2008 AX80                | 12 gennaio 2008  | Spacewatch          |
| 249153 -        | 2008 AO95                | 14 gennaio 2008  | Spacewatch          |
| 249154 -        | 2008 AD110               | 15 gennaio 2008  | Spacewatch          |
| 249155 -        | 2008 AH115               | 10 gennaio 2008  | Mount Lemmon Survey |
| 249156 -        | 2008 AK136               | 12 gennaio 2008  | LINEAR              |
| 249157 -        | 2008 BU9                 | 16 gennaio 2008  | Spacewatch          |
| 249158 -        | 2008 BK10                | 16 gennaio 2008  | Spacewatch          |
| 249159 -        | 2008 BF13                | 19 gennaio 2008  | Mount Lemmon Survey |
| 249160 Urriellu | 2008 BO14                | 25 gennaio 2008  | Lacruz, J.          |
| 249161 -        | 2008 BF21                | 30 gennaio 2008  | Mount Lemmon Survey |
| 249162 -        | 2008 BA23                | 31 gennaio 2008  | Mount Lemmon Survey |
| 249163 -        | 2008 BY26                | 30 gennaio 2008  | Mount Lemmon Survey |
| 249164 -        | 2008 BR29                | 30 gennaio 2008  | CSS                 |
| 249165 -        | 2008 BT32                | 30 gennaio 2008  | Spacewatch          |
| 249166 -        | 2008 BD33                | 30 gennaio 2008  | Spacewatch          |
| 249167 -        | 2008 BA35                | 30 gennaio 2008  | Mount Lemmon Survey |
| 249168 -        | 2008 BJ36                | 30 gennaio 2008  | Spacewatch          |
| 249169 -        | 2008 CZ5                 | 7 febbraio 2008  | Lowe, A.            |
| 249170 -        | 2008 CC12                | 3 febbraio 2008  | Spacewatch          |
| 249171 -        | 2008 CZ24                | 1 febbraio 2008  | Spacewatch          |
| 249172 -        | 2008 CE40                | 2 febbraio 2008  | Mount Lemmon Survey |
| 249173 -        | 2008 CG42                | 2 febbraio 2008  | CSS                 |
| 249174 -        | 2008 CD45                | 2 febbraio 2008  | Spacewatch          |
| 249175 -        | 2008 CR50                | 6 febbraio 2008  | CSS                 |
| 249176 -        | 2008 CB53                | 7 febbraio 2008  | Spacewatch          |
| 249177 -        | 2008 CT63                | 8 febbraio 2008  | Mount Lemmon Survey |
| 249178 -        | 2008 CK101               | 9 febbraio 2008  | Spacewatch          |
| 249179 -        | 2008 CL107               | 9 febbraio 2008  | Mount Lemmon Survey |
| 249180 -        | 2008 CE117               | 12 febbraio 2008 | Spacewatch          |
| 249181 -        | 2008 CS117               | 11 febbraio 2008 | Kugel, F.           |
| 249182 -        | 2008 CW119               | 14 febbraio 2008 | Tozzi, F.           |
| 249183 -        | 2008 CX119               | 14 febbraio 2008 | Tozzi, F.           |
| 249184 -        | 2008 CH126               | 8 febbraio 2008  | Spacewatch          |
| 249185 -        | 2008 CG133               | 8 febbraio 2008  | Spacewatch          |
| 249186 -        | 2008 CW133               | 8 febbraio 2008  | Mount Lemmon Survey |
| 249187 -        | 2008 CB141               | 8 febbraio 2008  | Spacewatch          |
| 249188 -        | 2008 CZ148               | 9 febbraio 2008  | Mount Lemmon Survey |
| 249189 -        | 2008 CC158               | 9 febbraio 2008  | CSS                 |
| 249190 -        | 2008 CZ165               | 10 febbraio 2008 | Mount Lemmon Survey |
| 249191 -        | 2008 CW178               | 6 febbraio 2008  | CSS                 |
| 249192 -        | 2008 CL185               | 6 febbraio 2008  | Lowe, A.            |
| 249193 -        | 2008 CK190               | 3 febbraio 2008  | CSS                 |
| 249194 -        | 2008 CP200               | 10 febbraio 2008 | Spacewatch          |
| 249195 -        | 2008 CY203               | 13 febbraio 2008 | Spacewatch          |
| 249196 -        | 2008 CM206               | 9 febbraio 2008  | Spacewatch          |
| 249197 -        | 2008 CC209               | 1 febbraio 2008  | LINEAR              |
| 249198 -        | 2008 DB5                 | 24 febbraio 2008 | Kugel, F.           |
| 249199 -        | 2008 DF9                 | 25 febbraio 2008 | Spacewatch          |
| 249200 -        | 2008 DN9                 | 25 febbraio 2008 | Spacewatch          |

## 249201-249300
| Nome                  | Designazione provvisoria | Data di scoperta  | Scopritore          |
| --------------------- | ------------------------ | ----------------- | ------------------- |
| 249201 -              | 2008 DL13                | 26 febbraio 2008  | Mount Lemmon Survey |
| 249202 -              | 2008 DO31                | 27 febbraio 2008  | LONEOS              |
| 249203 -              | 2008 DV36                | 27 febbraio 2008  | Mount Lemmon Survey |
| 249204 -              | 2008 DN39                | 27 febbraio 2008  | Mount Lemmon Survey |
| 249205 -              | 2008 DT39                | 27 febbraio 2008  | Mount Lemmon Survey |
| 249206 -              | 2008 DX45                | 28 febbraio 2008  | CSS                 |
| 249207 -              | 2008 DW48                | 29 febbraio 2008  | CSS                 |
| 249208 -              | 2008 DP59                | 27 febbraio 2008  | Mount Lemmon Survey |
| 249209 -              | 2008 DY59                | 27 febbraio 2008  | CSS                 |
| 249210 -              | 2008 DN67                | 29 febbraio 2008  | Spacewatch          |
| 249211 -              | 2008 DJ73                | 27 febbraio 2008  | Spacewatch          |
| 249212 -              | 2008 DL84                | 18 febbraio 2008  | Mount Lemmon Survey |
| 249213 -              | 2008 DS87                | 29 febbraio 2008  | Spacewatch          |
| 249214 -              | 2008 EC                  | 1 marzo 2008      | Stevens, B. L.      |
| 249215 -              | 2008 EO19                | 2 marzo 2008      | Spacewatch          |
| 249216 -              | 2008 EU73                | 7 marzo 2008      | CSS                 |
| 249217 -              | 2008 EB80                | 9 marzo 2008      | Spacewatch          |
| 249218 -              | 2008 EO86                | 7 marzo 2008      | Mount Lemmon Survey |
| 249219 -              | 2008 EB91                | 1 marzo 2008      | CSS                 |
| 249220 -              | 2008 EV98                | 3 marzo 2008      | CSS                 |
| 249221 -              | 2008 EZ99                | 6 marzo 2008      | CSS                 |
| 249222 -              | 2008 ES103               | 5 marzo 2008      | Mount Lemmon Survey |
| 249223 -              | 2008 EF105               | 6 marzo 2008      | Mount Lemmon Survey |
| 249224 -              | 2008 EB136               | 11 marzo 2008     | Spacewatch          |
| 249225 -              | 2008 FJ69                | 28 marzo 2008     | Mount Lemmon Survey |
| 249226 -              | 2008 FF100               | 30 marzo 2008     | Spacewatch          |
| 249227 -              | 2008 FZ120               | 31 marzo 2008     | Mount Lemmon Survey |
| 249228 -              | 2008 GH4                 | 7 aprile 2008     | Tozzi, F.           |
| 249229 -              | 2008 GC12                | 3 aprile 2008     | Spacewatch          |
| 249230 -              | 2008 GZ21                | 6 aprile 2008     | CSS                 |
| 249231 -              | 2008 GH77                | 7 aprile 2008     | Spacewatch          |
| 249232 -              | 2008 GM93                | 6 aprile 2008     | Mount Lemmon Survey |
| 249233 -              | 2008 GV95                | 8 aprile 2008     | Spacewatch          |
| 249234 -              | 2008 GN100               | 9 aprile 2008     | Spacewatch          |
| 249235 -              | 2008 GT114               | 11 aprile 2008    | Spacewatch          |
| 249236 -              | 2008 GE122               | 13 aprile 2008    | Spacewatch          |
| 249237 -              | 2008 HJ10                | 24 aprile 2008    | Mount Lemmon Survey |
| 249238 -              | 2008 HO22                | 26 aprile 2008    | Spacewatch          |
| 249239 -              | 2008 HS35                | 29 aprile 2008    | Mount Lemmon Survey |
| 249240 -              | 2008 JK26                | 13 maggio 2008    | Teamo, N.           |
| 249241 -              | 2008 OU22                | 29 luglio 2008    | Spacewatch          |
| 249242 -              | 2008 PX19                | 7 agosto 2008     | Spacewatch          |
| 249243 -              | 2008 QD5                 | 22 agosto 2008    | Spacewatch          |
| 249244 -              | 2008 QE13                | 27 agosto 2008    | OAM                 |
| 249245 -              | 2008 QO48                | 24 agosto 2008    | Spacewatch          |
| 249246 -              | 2008 RS4                 | 2 settembre 2008  | Spacewatch          |
| 249247 -              | 2008 RV9                 | 3 settembre 2008  | Spacewatch          |
| 249248 -              | 2008 RC77                | 6 settembre 2008  | Mount Lemmon Survey |
| 249249 -              | 2008 RA106               | 6 settembre 2008  | Mount Lemmon Survey |
| 249250 -              | 2008 RZ112               | 5 settembre 2008  | Spacewatch          |
| 249251 -              | 2008 RO120               | 9 settembre 2008  | Mount Lemmon Survey |
| 249252 -              | 2008 RD130               | 4 settembre 2008  | Spacewatch          |
| 249253 -              | 2008 RC131               | 9 settembre 2008  | Mount Lemmon Survey |
| 249254 -              | 2008 SK2                 | 22 settembre 2008 | Tucker, R. A.       |
| 249255 -              | 2008 SC35                | 20 settembre 2008 | Spacewatch          |
| 249256 -              | 2008 SH38                | 20 settembre 2008 | Spacewatch          |
| 249257 -              | 2008 SF53                | 20 settembre 2008 | Mount Lemmon Survey |
| 249258 -              | 2008 SP53                | 20 settembre 2008 | Mount Lemmon Survey |
| 249259 -              | 2008 SA65                | 21 settembre 2008 | Mount Lemmon Survey |
| 249260 -              | 2008 SQ68                | 21 settembre 2008 | Spacewatch          |
| 249261 -              | 2008 SS72                | 22 settembre 2008 | CSS                 |
| 249262 -              | 2008 SR76                | 23 settembre 2008 | Mount Lemmon Survey |
| 249263 -              | 2008 SV81                | 25 settembre 2008 | Tozzi, F.           |
| 249264 -              | 2008 SB98                | 21 settembre 2008 | Spacewatch          |
| 249265 -              | 2008 SN103               | 21 settembre 2008 | Mount Lemmon Survey |
| 249266 -              | 2008 SD127               | 22 settembre 2008 | Spacewatch          |
| 249267 -              | 2008 SC128               | 22 settembre 2008 | Spacewatch          |
| 249268 -              | 2008 ST129               | 22 settembre 2008 | Spacewatch          |
| 249269 -              | 2008 SH159               | 24 settembre 2008 | LINEAR              |
| 249270 -              | 2008 SA167               | 28 settembre 2008 | LINEAR              |
| 249271 -              | 2008 SX184               | 24 settembre 2008 | Spacewatch          |
| 249272 -              | 2008 SS187               | 25 settembre 2008 | Spacewatch          |
| 249273 -              | 2008 SS197               | 25 settembre 2008 | Spacewatch          |
| 249274 -              | 2008 SH198               | 25 settembre 2008 | Spacewatch          |
| 249275 -              | 2008 SU203               | 26 settembre 2008 | Spacewatch          |
| 249276 -              | 2008 SY205               | 26 settembre 2008 | Spacewatch          |
| 249277 -              | 2008 SS224               | 26 settembre 2008 | Spacewatch          |
| 249278 -              | 2008 SV254               | 23 settembre 2008 | Spacewatch          |
| 249279 -              | 2008 SO262               | 24 settembre 2008 | Spacewatch          |
| 249280 -              | 2008 SK267               | 23 settembre 2008 | Spacewatch          |
| 249281 -              | 2008 SV282               | 24 settembre 2008 | Spacewatch          |
| 249282 -              | 2008 SR283               | 23 settembre 2008 | CSS                 |
| 249283 -              | 2008 SM299               | 22 settembre 2008 | Spacewatch          |
| 249284 -              | 2008 SF300               | 22 settembre 2008 | Spacewatch          |
| 249285 -              | 2008 SP304               | 24 settembre 2008 | Spacewatch          |
| 249286 -              | 2008 TB5                 | 1 ottobre 2008    | OAM                 |
| 249287 -              | 2008 TG27                | 8 ottobre 2008    | CSS                 |
| 249288 -              | 2008 TP31                | 1 ottobre 2008    | Spacewatch          |
| 249289 -              | 2008 TW53                | 2 ottobre 2008    | Spacewatch          |
| 249290 -              | 2008 TY64                | 2 ottobre 2008    | CSS                 |
| 249291 -              | 2008 TF73                | 2 ottobre 2008    | Spacewatch          |
| 249292 -              | 2008 TF103               | 6 ottobre 2008    | Spacewatch          |
| 249293 -              | 2008 TG111               | 6 ottobre 2008    | CSS                 |
| 249294 -              | 2008 TC118               | 6 ottobre 2008    | Spacewatch          |
| 249295 -              | 2008 TS122               | 7 ottobre 2008    | Spacewatch          |
| 249296 -              | 2008 TA132               | 8 ottobre 2008    | Mount Lemmon Survey |
| 249297 -              | 2008 TL169               | 7 ottobre 2008    | Mount Lemmon Survey |
| 249298 -              | 2008 TR170               | 9 ottobre 2008    | Mount Lemmon Survey |
| 249299 -              | 2008 TB177               | 7 ottobre 2008    | CSS                 |
| 249300 Karenmortfield | 2008 UY                  | 18 ottobre 2008   | Auberry             |

## 249301-249400
| Nome         | Designazione provvisoria | Data di scoperta | Scopritore             |
| ------------ | ------------------------ | ---------------- | ---------------------- |
| 249301 -     | 2008 UD5                 | 24 ottobre 2008  | Dellinger, J.          |
| 249302 Ajoie | 2008 UM7                 | 26 ottobre 2008  | Ory, M.                |
| 249303 -     | 2008 UG39                | 20 ottobre 2008  | Spacewatch             |
| 249304 -     | 2008 UD42                | 20 ottobre 2008  | Spacewatch             |
| 249305 -     | 2008 UC62                | 21 ottobre 2008  | Spacewatch             |
| 249306 -     | 2008 UT74                | 21 ottobre 2008  | Spacewatch             |
| 249307 -     | 2008 UE77                | 21 ottobre 2008  | Mount Lemmon Survey    |
| 249308 -     | 2008 UQ77                | 21 ottobre 2008  | Spacewatch             |
| 249309 -     | 2008 UF83                | 22 ottobre 2008  | Mount Lemmon Survey    |
| 249310 -     | 2008 UO125               | 22 ottobre 2008  | Spacewatch             |
| 249311 -     | 2008 UM128               | 22 ottobre 2008  | Spacewatch             |
| 249312 -     | 2008 UX164               | 24 ottobre 2008  | Spacewatch             |
| 249313 -     | 2008 UK168               | 24 ottobre 2008  | Spacewatch             |
| 249314 -     | 2008 UO169               | 24 ottobre 2008  | Spacewatch             |
| 249315 -     | 2008 UX174               | 24 ottobre 2008  | Spacewatch             |
| 249316 -     | 2008 UF185               | 24 ottobre 2008  | Spacewatch             |
| 249317 -     | 2008 UE201               | 28 ottobre 2008  | LINEAR                 |
| 249318 -     | 2008 UH201               | 28 ottobre 2008  | LINEAR                 |
| 249319 -     | 2008 UN201               | 28 ottobre 2008  | LINEAR                 |
| 249320 -     | 2008 UR202               | 27 ottobre 2008  | LINEAR                 |
| 249321 -     | 2008 UO215               | 24 ottobre 2008  | CSS                    |
| 249322 -     | 2008 UZ217               | 25 ottobre 2008  | Spacewatch             |
| 249323 -     | 2008 UJ225               | 25 ottobre 2008  | Spacewatch             |
| 249324 -     | 2008 UR259               | 27 ottobre 2008  | Spacewatch             |
| 249325 -     | 2008 UA273               | 28 ottobre 2008  | Spacewatch             |
| 249326 -     | 2008 UU316               | 30 ottobre 2008  | Mount Lemmon Survey    |
| 249327 -     | 2008 UC317               | 30 ottobre 2008  | Spacewatch             |
| 249328 -     | 2008 UK325               | 31 ottobre 2008  | Spacewatch             |
| 249329 -     | 2008 UU340               | 24 ottobre 2008  | Spacewatch             |
| 249330 -     | 2008 UZ340               | 24 ottobre 2008  | Mount Lemmon Survey    |
| 249331 -     | 2008 UB355               | 31 ottobre 2008  | Spacewatch             |
| 249332 -     | 2008 UB359               | 27 ottobre 2008  | Mount Lemmon Survey    |
| 249333 -     | 2008 UK359               | 27 ottobre 2008  | Mount Lemmon Survey    |
| 249334 -     | 2008 UM365               | 30 ottobre 2008  | CSS                    |
| 249335 -     | 2008 VL2                 | 2 novembre 2008  | LINEAR                 |
| 249336 -     | 2008 VQ2                 | 2 novembre 2008  | LINEAR                 |
| 249337 -     | 2008 VF3                 | 3 novembre 2008  | LINEAR                 |
| 249338 -     | 2008 VT23                | 1 novembre 2008  | Spacewatch             |
| 249339 -     | 2008 VG64                | 9 novembre 2008  | OAM                    |
| 249340 -     | 2008 VH74                | 7 novembre 2008  | CSS                    |
| 249341 -     | 2008 WH4                 | 17 novembre 2008 | Spacewatch             |
| 249342 -     | 2008 WM23                | 18 novembre 2008 | CSS                    |
| 249343 -     | 2008 WQ32                | 20 novembre 2008 | Lowe, A.               |
| 249344 -     | 2008 WC60                | 19 novembre 2008 | LINEAR                 |
| 249345 -     | 2008 WU61                | 22 novembre 2008 | OAM                    |
| 249346 -     | 2008 WV61                | 22 novembre 2008 | OAM                    |
| 249347 -     | 2008 WE64                | 18 novembre 2008 | CSS                    |
| 249348 -     | 2008 WR97                | 19 novembre 2008 | CSS                    |
| 249349 -     | 2008 WX101               | 30 novembre 2008 | LINEAR                 |
| 249350 -     | 2008 WL113               | 30 novembre 2008 | Spacewatch             |
| 249351 -     | 2008 WC140               | 17 novembre 2008 | Spacewatch             |
| 249352 -     | 2008 XS3                 | 2 dicembre 2008  | LINEAR                 |
| 249353 -     | 2008 YM3                 | 21 dicembre 2008 | Kugel, F.              |
| 249354 -     | 2008 YX7                 | 22 dicembre 2008 | BATTeRS                |
| 249355 -     | 2008 YD30                | 30 dicembre 2008 | Lowe, A.               |
| 249356 -     | 2008 YZ31                | 30 dicembre 2008 | BATTeRS                |
| 249357 -     | 2008 YW34                | 31 dicembre 2008 | CSS                    |
| 249358 -     | 2008 YQ36                | 22 dicembre 2008 | Spacewatch             |
| 249359 -     | 2008 YK38                | 29 dicembre 2008 | Spacewatch             |
| 249360 -     | 2008 YW40                | 30 dicembre 2008 | Mount Lemmon Survey    |
| 249361 -     | 2008 YM89                | 29 dicembre 2008 | Spacewatch             |
| 249362 -     | 2008 YR137               | 30 dicembre 2008 | Mount Lemmon Survey    |
| 249363 -     | 2008 YG142               | 30 dicembre 2008 | Spacewatch             |
| 249364 -     | 2008 YN153               | 21 dicembre 2008 | Spacewatch             |
| 249365 -     | 2008 YP163               | 30 dicembre 2008 | Mount Lemmon Survey    |
| 249366 -     | 2008 YY168               | 21 dicembre 2008 | Mount Lemmon Survey    |
| 249367 -     | 2008 YD171               | 22 dicembre 2008 | Spacewatch             |
| 249368 -     | 2009 AX1                 | 4 gennaio 2009   | Farra d'Isonzo         |
| 249369 -     | 2009 AC8                 | 1 gennaio 2009   | Mount Lemmon Survey    |
| 249370 -     | 2009 AV47                | 3 gennaio 2009   | Mount Lemmon Survey    |
| 249371 -     | 2009 AR50                | 15 gennaio 2009  | Spacewatch             |
| 249372 -     | 2009 BX1                 | 18 gennaio 2009  | Lowe, A.               |
| 249373 -     | 2009 BY1                 | 18 gennaio 2009  | Lowe, A.               |
| 249374 -     | 2009 BC3                 | 18 gennaio 2009  | LINEAR                 |
| 249375 -     | 2009 BK3                 | 18 gennaio 2009  | LINEAR                 |
| 249376 -     | 2009 BM6                 | 18 gennaio 2009  | LINEAR                 |
| 249377 -     | 2009 BV10                | 25 gennaio 2009  | Lowe, A.               |
| 249378 -     | 2009 BJ16                | 16 gennaio 2009  | Mount Lemmon Survey    |
| 249379 -     | 2009 BO32                | 16 gennaio 2009  | Spacewatch             |
| 249380 -     | 2009 BZ44                | 16 gennaio 2009  | Spacewatch             |
| 249381 -     | 2009 BJ46                | 16 gennaio 2009  | Spacewatch             |
| 249382 -     | 2009 BU49                | 16 gennaio 2009  | Mount Lemmon Survey    |
| 249383 -     | 2009 BF67                | 20 gennaio 2009  | Spacewatch             |
| 249384 -     | 2009 BH67                | 20 gennaio 2009  | Spacewatch             |
| 249385 -     | 2009 BV68                | 25 gennaio 2009  | Spacewatch             |
| 249386 -     | 2009 BU75                | 24 gennaio 2009  | PMO NEO Survey Program |
| 249387 -     | 2009 BN76                | 26 gennaio 2009  | PMO NEO Survey Program |
| 249388 -     | 2009 BB85                | 25 gennaio 2009  | Spacewatch             |
| 249389 -     | 2009 BO88                | 25 gennaio 2009  | Spacewatch             |
| 249390 -     | 2009 BJ96                | 24 gennaio 2009  | PMO NEO Survey Program |
| 249391 -     | 2009 BU108               | 29 gennaio 2009  | Mount Lemmon Survey    |
| 249392 -     | 2009 BX112               | 31 gennaio 2009  | Mount Lemmon Survey    |
| 249393 -     | 2009 BR113               | 26 gennaio 2009  | Spacewatch             |
| 249394 -     | 2009 BD115               | 27 gennaio 2009  | Sárneczky, K.          |
| 249395 -     | 2009 BG118               | 30 gennaio 2009  | Mount Lemmon Survey    |
| 249396 -     | 2009 BF122               | 31 gennaio 2009  | Spacewatch             |
| 249397 -     | 2009 BB125               | 31 gennaio 2009  | Spacewatch             |
| 249398 -     | 2009 BP150               | 27 gennaio 2009  | PMO NEO Survey Program |
| 249399 -     | 2009 BN187               | 30 gennaio 2009  | Mount Lemmon Survey    |
| 249400 -     | 2009 BZ187               | 20 gennaio 2009  | CSS                    |

## 249401-249500
| Nome     | Designazione provvisoria | Data di scoperta | Scopritore             |
| -------- | ------------------------ | ---------------- | ---------------------- |
| 249401 - | 2009 BV189               | 25 gennaio 2009  | Spacewatch             |
| 249402 - | 2009 CZ12                | 1 febbraio 2009  | Mount Lemmon Survey    |
| 249403 - | 2009 CM15                | 3 febbraio 2009  | Spacewatch             |
| 249404 - | 2009 CE20                | 1 febbraio 2009  | Spacewatch             |
| 249405 - | 2009 CB42                | 13 febbraio 2009 | Spacewatch             |
| 249406 - | 2009 CT53                | 2 febbraio 2009  | Siding Spring Survey   |
| 249407 - | 2009 CY56                | 5 febbraio 2009  | CSS                    |
| 249408 - | 2009 CP59                | 5 febbraio 2009  | Mount Lemmon Survey    |
| 249409 - | 2009 CG65                | 3 febbraio 2009  | Spacewatch             |
| 249410 - | 2009 DX5                 | 16 febbraio 2009 | CSS                    |
| 249411 - | 2009 DR6                 | 17 febbraio 2009 | Spacewatch             |
| 249412 - | 2009 DH12                | 20 febbraio 2009 | CSS                    |
| 249413 - | 2009 DA36                | 20 febbraio 2009 | Spacewatch             |
| 249414 - | 2009 DC47                | 28 febbraio 2009 | LINEAR                 |
| 249415 - | 2009 DL69                | 26 febbraio 2009 | CSS                    |
| 249416 - | 2009 DN69                | 26 febbraio 2009 | CSS                    |
| 249417 - | 2009 DQ90                | 26 febbraio 2009 | CSS                    |
| 249418 - | 2009 DU103               | 26 febbraio 2009 | Mount Lemmon Survey    |
| 249419 - | 2009 DO104               | 26 febbraio 2009 | Spacewatch             |
| 249420 - | 2009 DV109               | 19 febbraio 2009 | CSS                    |
| 249421 - | 2009 DA122               | 27 febbraio 2009 | Spacewatch             |
| 249422 - | 2009 DY129               | 27 febbraio 2009 | Spacewatch             |
| 249423 - | 2009 DJ136               | 19 febbraio 2009 | Spacewatch             |
| 249424 - | 2009 DT140               | 19 febbraio 2009 | Mount Lemmon Survey    |
| 249425 - | 2009 ER3                 | 14 marzo 2009    | OAM                    |
| 249426 - | 2009 EZ3                 | 15 marzo 2009    | OAM                    |
| 249427 - | 2009 EH18                | 15 marzo 2009    | Spacewatch             |
| 249428 - | 2009 EP22                | 2 marzo 2009     | Mount Lemmon Survey    |
| 249429 - | 2009 EG23                | 7 marzo 2009     | Mount Lemmon Survey    |
| 249430 - | 2009 EJ27                | 1 marzo 2009     | Spacewatch             |
| 249431 - | 2009 EK28                | 2 marzo 2009     | Mount Lemmon Survey    |
| 249432 - | 2009 FU5                 | 18 marzo 2009    | Lacruz, J.             |
| 249433 - | 2009 FA6                 | 16 marzo 2009    | Spacewatch             |
| 249434 - | 2009 FN16                | 19 marzo 2009    | Spacewatch             |
| 249435 - | 2009 FG18                | 19 marzo 2009    | LINEAR                 |
| 249436 - | 2009 FL31                | 25 marzo 2009    | OAM                    |
| 249437 - | 2009 FR43                | 29 marzo 2009    | LINEAR                 |
| 249438 - | 2009 FT45                | 30 marzo 2009    | Durig, D. T.           |
| 249439 - | 2009 FT52                | 29 marzo 2009    | Spacewatch             |
| 249440 - | 2009 FX52                | 29 marzo 2009    | Spacewatch             |
| 249441 - | 2009 FL57                | 26 marzo 2009    | Spacewatch             |
| 249442 - | 2009 FO57                | 19 marzo 2009    | Spacewatch             |
| 249443 - | 2009 FZ61                | 19 marzo 2009    | Spacewatch             |
| 249444 - | 2009 FS64                | 16 marzo 2009    | Spacewatch             |
| 249445 - | 2009 FE68                | 28 marzo 2009    | Spacewatch             |
| 249446 - | 2009 FS68                | 19 marzo 2009    | Mount Lemmon Survey    |
| 249447 - | 2009 FN69                | 17 marzo 2009    | Spacewatch             |
| 249448 - | 2009 FU69                | 18 marzo 2009    | Spacewatch             |
| 249449 - | 2009 GA4                 | 13 aprile 2009   | Sheridan, E.           |
| 249450 - | 2009 HF5                 | 17 aprile 2009   | Spacewatch             |
| 249451 - | 2009 HL5                 | 17 aprile 2009   | Spacewatch             |
| 249452 - | 2009 HV20                | 20 aprile 2009   | Tozzi, F.              |
| 249453 - | 2009 HD39                | 18 aprile 2009   | Spacewatch             |
| 249454 - | 2009 HH41                | 20 aprile 2009   | Spacewatch             |
| 249455 - | 2009 HQ41                | 20 aprile 2009   | Spacewatch             |
| 249456 - | 2009 HC52                | 17 aprile 2009   | CSS                    |
| 249457 - | 2009 HF59                | 20 aprile 2009   | LINEAR                 |
| 249458 - | 2009 HC65                | 23 aprile 2009   | Spacewatch             |
| 249459 - | 2009 HT81                | 24 aprile 2009   | Cerro Burek            |
| 249460 - | 2009 HZ84                | 28 aprile 2009   | Mount Lemmon Survey    |
| 249461 - | 2009 HM91                | 27 aprile 2009   | CSS                    |
| 249462 - | 2009 HF93                | 30 aprile 2009   | Spacewatch             |
| 249463 - | 2009 HV96                | 30 aprile 2009   | Spacewatch             |
| 249464 - | 2009 HH97                | 17 aprile 2009   | Spacewatch             |
| 249465 - | 2009 HV102               | 29 aprile 2009   | PMO NEO Survey Program |
| 249466 - | 2009 HV103               | 20 aprile 2009   | Spacewatch             |
| 249467 - | 2009 HS105               | 29 aprile 2009   | Spacewatch             |
| 249468 - | 2009 JG3                 | 13 maggio 2009   | Mount Lemmon Survey    |
| 249469 - | 2009 JL5                 | 14 maggio 2009   | Spacewatch             |
| 249470 - | 2009 JA13                | 2 maggio 2009    | OAM                    |
| 249471 - | 2009 KM5                 | 24 maggio 2009   | CSS                    |
| 249472 - | 2009 KV5                 | 25 maggio 2009   | Spacewatch             |
| 249473 - | 2009 KS10                | 25 maggio 2009   | Spacewatch             |
| 249474 - | 2009 KB21                | 29 maggio 2009   | Mount Lemmon Survey    |
| 249475 - | 2009 KL23                | 27 maggio 2009   | Spacewatch             |
| 249476 - | 2009 LS6                 | 15 giugno 2009   | Spacewatch             |
| 249477 - | 2009 OJ1                 | 18 luglio 2009   | Hug, G.                |
| 249478 - | 2009 ON3                 | 17 luglio 2009   | OAM                    |
| 249479 - | 2009 TN7                 | 13 ottobre 2009  | OAM                    |
| 249480 - | 2009 TX17                | 15 ottobre 2009  | CSS                    |
| 249481 - | 2009 TE23                | 14 ottobre 2009  | OAM                    |
| 249482 - | 2009 TZ27                | 15 ottobre 2009  | OAM                    |
| 249483 - | 2009 UU26                | 21 ottobre 2009  | CSS                    |
| 249484 - | 2009 UL32                | 18 ottobre 2009  | Mount Lemmon Survey    |
| 249485 - | 2009 UP37                | 22 ottobre 2009  | Mount Lemmon Survey    |
| 249486 - | 2009 UO69                | 21 ottobre 2009  | CSS                    |
| 249487 - | 2009 UP87                | 24 ottobre 2009  | Spacewatch             |
| 249488 - | 2009 UN129               | 26 ottobre 2009  | Mount Lemmon Survey    |
| 249489 - | 2009 UN131               | 19 ottobre 2009  | OAM                    |
| 249490 - | 2009 UV136               | 25 ottobre 2009  | CSS                    |
| 249491 - | 2009 UH149               | 23 ottobre 2009  | OAM                    |
| 249492 - | 2009 VW26                | 8 novembre 2009  | Spacewatch             |
| 249493 - | 2009 VF32                | 9 novembre 2009  | Spacewatch             |
| 249494 - | 2009 VV44                | 15 novembre 2009 | Mount Lemmon Survey    |
| 249495 - | 2009 VO116               | 15 novembre 2009 | Mount Lemmon Survey    |
| 249496 - | 2009 WR249               | 26 novembre 2009 | Spacewatch             |
| 249497 - | 2009 XN15                | 15 dicembre 2009 | Mount Lemmon Survey    |
| 249498 - | 2009 XU15                | 15 dicembre 2009 | Mount Lemmon Survey    |
| 249499 - | 2009 XV18                | 15 dicembre 2009 | Mount Lemmon Survey    |
| 249500 - | 2009 XL22                | 15 dicembre 2009 | Mount Lemmon Survey    |

## 249501-249600
| Nome                 | Designazione provvisoria | Data di scoperta  | Scopritore                                                |
| -------------------- | ------------------------ | ----------------- | --------------------------------------------------------- |
| 249501 -             | 2009 YY3                 | 17 dicembre 2009  | Spacewatch                                                |
| 249502 -             | 2009 YL16                | 19 dicembre 2009  | Mount Lemmon Survey                                       |
| 249503 -             | 2009 YW20                | 27 dicembre 2009  | Spacewatch                                                |
| 249504 -             | 2009 YB25                | 20 dicembre 2009  | Spacewatch                                                |
| 249505 -             | 2010 AG6                 | 6 gennaio 2010    | Spacewatch                                                |
| 249506 -             | 2010 AK34                | 7 gennaio 2010    | Spacewatch                                                |
| 249507 -             | 2010 AD54                | 8 gennaio 2010    | Spacewatch                                                |
| 249508 -             | 2010 AE55                | 8 gennaio 2010    | Spacewatch                                                |
| 249509 -             | 2010 AR61                | 12 gennaio 2010   | LINEAR                                                    |
| 249510 -             | 2010 AT65                | 11 gennaio 2010   | Spacewatch                                                |
| 249511 -             | 2010 AA76                | 12 gennaio 2010   | LINEAR                                                    |
| 249512 -             | 2010 AT76                | 6 gennaio 2010    | CSS                                                       |
| 249513 -             | 2010 CD41                | 13 febbraio 2010  | Spacewatch                                                |
| 249514 Donaldroyer   | 2010 CZ44                | 11 febbraio 2010  | WISE                                                      |
| 249515 Heinrichsen   | 2010 CF48                | 12 febbraio 2010  | WISE                                                      |
| 249516 Aretha        | 2010 CV60                | 15 febbraio 2010  | WISE                                                      |
| 249517 -             | 2010 CM62                | 9 febbraio 2010   | CSS                                                       |
| 249518 -             | 2010 CO70                | 13 febbraio 2010  | Mount Lemmon Survey                                       |
| 249519 Whitneyclavin | 2010 CA130               | 11 febbraio 2010  | WISE                                                      |
| 249520 Luppino       | 2010 CG181               | 14 febbraio 2010  | Pan-STARRS 1                                              |
| 249521 Truth         | 2010 CU212               | 6 febbraio 2010   | WISE                                                      |
| 249522 Johndailey    | 2010 DP15                | 16 febbraio 2010  | WISE                                                      |
| 249523 Friedan       | 2010 DO53                | 22 febbraio 2010  | WISE                                                      |
| 249524 -             | 2010 ED34                | 5 marzo 2010      | Spacewatch                                                |
| 249525 -             | 2010 FM55                | 25 marzo 2010     | Spacewatch                                                |
| 249526 -             | 2010 FY84                | 19 marzo 2010     | Mount Lemmon Survey                                       |
| 249527 -             | 2010 FQ91                | 25 marzo 2010     | Spacewatch                                                |
| 249528 -             | 2010 GS29                | 8 aprile 2010     | PMO NEO Survey Program                                    |
| 249529 -             | 2010 GE31                | 4 aprile 2010     | Spacewatch                                                |
| 249530 Ericrice      | 2010 GJ92                | 14 aprile 2010    | WISE                                                      |
| 249531 -             | 2010 GV117               | 10 aprile 2010    | Mount Lemmon Survey                                       |
| 249532 -             | 2010 GN120               | 11 aprile 2010    | Spacewatch                                                |
| 249533 -             | 2010 GX125               | 9 aprile 2010     | Spacewatch                                                |
| 249534 -             | 2010 GY132               | 10 aprile 2010    | Spacewatch                                                |
| 249535 -             | 2010 GD135               | 4 aprile 2010     | Spacewatch                                                |
| 249536 -             | 2010 GF156               | 9 aprile 2010     | CSS                                                       |
| 249537 -             | 2010 GK157               | 10 aprile 2010    | Spacewatch                                                |
| 249538 -             | 2010 GT161               | 15 aprile 2010    | Spacewatch                                                |
| 249539 Pedrosevilla  | 2010 HY7                 | 16 aprile 2010    | WISE                                                      |
| 249540 Eugeniescott  | 2010 HX14                | 18 aprile 2010    | WISE                                                      |
| 249541 Steinem       | 2010 HR25                | 19 aprile 2010    | WISE                                                      |
| 249542 -             | 2010 HS37                | 21 aprile 2010    | WISE                                                      |
| 249543 -             | 2010 HA40                | 21 aprile 2010    | WISE                                                      |
| 249544 Ianmclean     | 2010 HQ44                | 23 aprile 2010    | WISE                                                      |
| 249545 -             | 2010 HB45                | 23 aprile 2010    | WISE                                                      |
| 249546 -             | 2010 HE47                | 23 aprile 2010    | WISE                                                      |
| 249547 -             | 2010 HZ83                | 28 aprile 2010    | WISE                                                      |
| 249548 -             | 2010 HT107               | 25 aprile 2010    | Spacewatch                                                |
| 249549 -             | 2010 JU33                | 4 maggio 2010     | CSS                                                       |
| 249550 -             | 2010 JY39                | 5 maggio 2010     | Mount Lemmon Survey                                       |
| 249551 -             | 2010 JM72                | 5 maggio 2010     | Mount Lemmon Survey                                       |
| 249552 -             | 2010 JQ84                | 5 maggio 2010     | CSS                                                       |
| 249553 -             | 2010 JV136               | 14 maggio 2010    | WISE                                                      |
| 249554 -             | 2010 JL150               | 10 maggio 2010    | Mount Lemmon Survey                                       |
| 249555 -             | 2010 JN168               | 12 maggio 2010    | Spacewatch                                                |
| 249556 -             | 2010 KX29                | 18 maggio 2010    | WISE                                                      |
| 249557 -             | 2010 KW37                | 17 maggio 2010    | Spacewatch                                                |
| 249558 -             | 2858 P-L                 | 24 settembre 1960 | van Houten, C. J., van Houten-Groeneveld, I., Gehrels, T. |
| 249559 -             | 3079 P-L                 | 25 settembre 1960 | van Houten, C. J., van Houten-Groeneveld, I., Gehrels, T. |
| 249560 -             | 4176 P-L                 | 24 settembre 1960 | van Houten, C. J., van Houten-Groeneveld, I., Gehrels, T. |
| 249561 -             | 4547 P-L                 | 24 settembre 1960 | van Houten, C. J., van Houten-Groeneveld, I., Gehrels, T. |
| 249562 -             | 5019 T-2                 | 25 settembre 1973 | van Houten, C. J., van Houten-Groeneveld, I., Gehrels, T. |
| 249563 -             | 2233 T-3                 | 16 ottobre 1977   | van Houten, C. J., van Houten-Groeneveld, I., Gehrels, T. |
| 249564 -             | 2238 T-3                 | 16 ottobre 1977   | van Houten, C. J., van Houten-Groeneveld, I., Gehrels, T. |
| 249565 -             | 2298 T-3                 | 16 ottobre 1977   | van Houten, C. J., van Houten-Groeneveld, I., Gehrels, T. |
| 249566 -             | 3386 T-3                 | 16 ottobre 1977   | van Houten, C. J., van Houten-Groeneveld, I., Gehrels, T. |
| 249567 -             | 5102 T-3                 | 16 ottobre 1977   | van Houten, C. J., van Houten-Groeneveld, I., Gehrels, T. |
| 249568 -             | 1985 RX                  | 14 settembre 1985 | Spacewatch                                                |
| 249569 -             | 1989 SL3                 | 26 settembre 1989 | Elst, E. W.                                               |
| 249570 -             | 1992 SV2                 | 24 settembre 1992 | Spacewatch                                                |
| 249571 -             | 1993 TM30                | 9 ottobre 1993    | Elst, E. W.                                               |
| 249572 -             | 1994 RR18                | 3 settembre 1994  | Elst, E. W.                                               |
| 249573 -             | 1994 RA25                | 12 settembre 1994 | Beijing Schmidt CCD Asteroid Program                      |
| 249574 -             | 1994 UD10                | 28 ottobre 1994   | Spacewatch                                                |
| 249575 -             | 1995 BM10                | 29 gennaio 1995   | Spacewatch                                                |
| 249576 -             | 1995 FH2                 | 23 marzo 1995     | Spacewatch                                                |
| 249577 -             | 1995 SH16                | 18 settembre 1995 | Spacewatch                                                |
| 249578 -             | 1995 SS24                | 19 settembre 1995 | Spacewatch                                                |
| 249579 -             | 1995 SC27                | 19 settembre 1995 | Spacewatch                                                |
| 249580 -             | 1995 SU34                | 22 settembre 1995 | Spacewatch                                                |
| 249581 -             | 1995 SX87                | 26 settembre 1995 | Spacewatch                                                |
| 249582 -             | 1995 SD88                | 26 settembre 1995 | Spacewatch                                                |
| 249583 -             | 1995 TB12                | 15 ottobre 1995   | Spacewatch                                                |
| 249584 -             | 1995 UP10                | 17 ottobre 1995   | Spacewatch                                                |
| 249585 -             | 1995 UF15                | 17 ottobre 1995   | Spacewatch                                                |
| 249586 -             | 1995 WJ10                | 16 novembre 1995  | Spacewatch                                                |
| 249587 -             | 1995 WA23                | 18 novembre 1995  | Spacewatch                                                |
| 249588 -             | 1996 RP15                | 13 settembre 1996 | Spacewatch                                                |
| 249589 -             | 1996 TM19                | 4 ottobre 1996    | Spacewatch                                                |
| 249590 -             | 1996 UG2                 | 17 ottobre 1996   | Spacewatch                                                |
| 249591 -             | 1997 BO5                 | 31 gennaio 1997   | Spacewatch                                                |
| 249592 -             | 1997 CL                  | 1 febbraio 1997   | Spacewatch                                                |
| 249593 -             | 1997 CL9                 | 1 febbraio 1997   | Spacewatch                                                |
| 249594 -             | 1997 CK23                | 4 febbraio 1997   | Spacewatch                                                |
| 249595 -             | 1997 GH28                | 13 aprile 1997    | Spacewatch                                                |
| 249596 -             | 1997 RG5                 | 8 settembre 1997  | ODAS                                                      |
| 249597 -             | 1997 SW17                | 30 settembre 1997 | Spacewatch                                                |
| 249598 -             | 1997 WB7                 | 24 novembre 1997  | Spacewatch                                                |
| 249599 -             | 1997 YN3                 | 21 dicembre 1997  | Beijing Schmidt CCD Asteroid Program                      |
| 249600 -             | 1998 AP3                 | 2 gennaio 1998    | Spacewatch                                                |

## 249601-249700
| Nome     | Designazione provvisoria | Data di scoperta  | Scopritore   |
| -------- | ------------------------ | ----------------- | ------------ |
| 249601 - | 1998 RY69                | 14 settembre 1998 | LINEAR       |
| 249602 - | 1998 SY44                | 25 settembre 1998 | Spacewatch   |
| 249603 - | 1999 FO3                 | 19 marzo 1999     | LINEAR       |
| 249604 - | 1999 HM12                | 17 aprile 1999    | LINEAR       |
| 249605 - | 1999 RS76                | 7 settembre 1999  | LINEAR       |
| 249606 - | 1999 RV93                | 7 settembre 1999  | LINEAR       |
| 249607 - | 1999 RB144               | 9 settembre 1999  | LINEAR       |
| 249608 - | 1999 RZ152               | 9 settembre 1999  | LINEAR       |
| 249609 - | 1999 RL161               | 9 settembre 1999  | LINEAR       |
| 249610 - | 1999 RJ176               | 9 settembre 1999  | LINEAR       |
| 249611 - | 1999 RX185               | 9 settembre 1999  | LINEAR       |
| 249612 - | 1999 RD207               | 8 settembre 1999  | LINEAR       |
| 249613 - | 1999 RH207               | 8 settembre 1999  | LINEAR       |
| 249614 - | 1999 TT4                 | 4 ottobre 1999    | LINEAR       |
| 249615 - | 1999 TB5                 | 2 ottobre 1999    | CSS          |
| 249616 - | 1999 TS13                | 11 ottobre 1999   | Crni Vrh     |
| 249617 - | 1999 TP21                | 2 ottobre 1999    | Spacewatch   |
| 249618 - | 1999 TA30                | 4 ottobre 1999    | LINEAR       |
| 249619 - | 1999 TY34                | 3 ottobre 1999    | LINEAR       |
| 249620 - | 1999 TU35                | 5 ottobre 1999    | LINEAR       |
| 249621 - | 1999 TO37                | 1 ottobre 1999    | CSS          |
| 249622 - | 1999 TL42                | 3 ottobre 1999    | Spacewatch   |
| 249623 - | 1999 TP46                | 4 ottobre 1999    | Spacewatch   |
| 249624 - | 1999 TF47                | 4 ottobre 1999    | Spacewatch   |
| 249625 - | 1999 TY47                | 4 ottobre 1999    | Spacewatch   |
| 249626 - | 1999 TZ49                | 4 ottobre 1999    | Spacewatch   |
| 249627 - | 1999 TC60                | 7 ottobre 1999    | Spacewatch   |
| 249628 - | 1999 TQ62                | 7 ottobre 1999    | Spacewatch   |
| 249629 - | 1999 TO69                | 9 ottobre 1999    | Spacewatch   |
| 249630 - | 1999 TT71                | 9 ottobre 1999    | Spacewatch   |
| 249631 - | 1999 TH107               | 4 ottobre 1999    | LINEAR       |
| 249632 - | 1999 TT109               | 4 ottobre 1999    | LINEAR       |
| 249633 - | 1999 TT115               | 4 ottobre 1999    | LINEAR       |
| 249634 - | 1999 TP116               | 4 ottobre 1999    | LINEAR       |
| 249635 - | 1999 TQ120               | 4 ottobre 1999    | LINEAR       |
| 249636 - | 1999 TT137               | 6 ottobre 1999    | LINEAR       |
| 249637 - | 1999 TY137               | 6 ottobre 1999    | LINEAR       |
| 249638 - | 1999 TP146               | 7 ottobre 1999    | LINEAR       |
| 249639 - | 1999 TU162               | 9 ottobre 1999    | LINEAR       |
| 249640 - | 1999 TW168               | 10 ottobre 1999   | LINEAR       |
| 249641 - | 1999 TO182               | 11 ottobre 1999   | LINEAR       |
| 249642 - | 1999 TU188               | 12 ottobre 1999   | LINEAR       |
| 249643 - | 1999 TM190               | 12 ottobre 1999   | LINEAR       |
| 249644 - | 1999 TB204               | 13 ottobre 1999   | LINEAR       |
| 249645 - | 1999 TV212               | 15 ottobre 1999   | LINEAR       |
| 249646 - | 1999 TN237               | 4 ottobre 1999    | Spacewatch   |
| 249647 - | 1999 TE238               | 4 ottobre 1999    | CSS          |
| 249648 - | 1999 TU252               | 9 ottobre 1999    | LINEAR       |
| 249649 - | 1999 TC256               | 9 ottobre 1999    | LINEAR       |
| 249650 - | 1999 TB259               | 9 ottobre 1999    | LINEAR       |
| 249651 - | 1999 TH266               | 3 ottobre 1999    | LINEAR       |
| 249652 - | 1999 TY268               | 3 ottobre 1999    | LINEAR       |
| 249653 - | 1999 TV314               | 8 ottobre 1999    | CSS          |
| 249654 - | 1999 TR317               | 12 ottobre 1999   | Spacewatch   |
| 249655 - | 1999 TW317               | 12 ottobre 1999   | Spacewatch   |
| 249656 - | 1999 UU11                | 29 ottobre 1999   | Spacewatch   |
| 249657 - | 1999 UF45                | 31 ottobre 1999   | CSS          |
| 249658 - | 1999 VL13                | 2 novembre 1999   | LINEAR       |
| 249659 - | 1999 VD14                | 2 novembre 1999   | LINEAR       |
| 249660 - | 1999 VK16                | 2 novembre 1999   | Spacewatch   |
| 249661 - | 1999 VJ18                | 2 novembre 1999   | Spacewatch   |
| 249662 - | 1999 VP27                | 3 novembre 1999   | CSS          |
| 249663 - | 1999 VO41                | 4 novembre 1999   | Spacewatch   |
| 249664 - | 1999 VG42                | 4 novembre 1999   | Spacewatch   |
| 249665 - | 1999 VJ53                | 3 novembre 1999   | LINEAR       |
| 249666 - | 1999 VM75                | 5 novembre 1999   | Spacewatch   |
| 249667 - | 1999 VL102               | 9 novembre 1999   | LINEAR       |
| 249668 - | 1999 VX107               | 9 novembre 1999   | LINEAR       |
| 249669 - | 1999 VC110               | 9 novembre 1999   | LINEAR       |
| 249670 - | 1999 VE129               | 11 novembre 1999  | Spacewatch   |
| 249671 - | 1999 VT132               | 10 novembre 1999  | Spacewatch   |
| 249672 - | 1999 VE155               | 13 novembre 1999  | Spacewatch   |
| 249673 - | 1999 VY157               | 14 novembre 1999  | LINEAR       |
| 249674 - | 1999 VM163               | 14 novembre 1999  | LINEAR       |
| 249675 - | 1999 VZ178               | 6 novembre 1999   | LINEAR       |
| 249676 - | 1999 VK185               | 15 novembre 1999  | LINEAR       |
| 249677 - | 1999 VU186               | 15 novembre 1999  | LINEAR       |
| 249678 - | 1999 VC211               | 14 novembre 1999  | LINEAR       |
| 249679 - | 1999 VB219               | 3 novembre 1999   | LINEAR       |
| 249680 - | 1999 VH227               | 3 novembre 1999   | LINEAR       |
| 249681 - | 1999 XH117               | 5 dicembre 1999   | CSS          |
| 249682 - | 1999 XW135               | 12 dicembre 1999  | LINEAR       |
| 249683 - | 1999 XD155               | 8 dicembre 1999   | LINEAR       |
| 249684 - | 1999 XN256               | 7 dicembre 1999   | CSS          |
| 249685 - | 1999 YD4                 | 19 dicembre 1999  | LINEAR       |
| 249686 - | 2000 AV                  | 2 gennaio 2000    | Spacewatch   |
| 249687 - | 2000 AY42                | 5 gennaio 2000    | LINEAR       |
| 249688 - | 2000 CL                  | 2 febbraio 2000   | Comba, P. G. |
| 249689 - | 2000 CE132               | 3 febbraio 2000   | Spacewatch   |
| 249690 - | 2000 DP13                | 28 febbraio 2000  | Spacewatch   |
| 249691 - | 2000 DY21                | 29 febbraio 2000  | LINEAR       |
| 249692 - | 2000 DE22                | 29 febbraio 2000  | LINEAR       |
| 249693 - | 2000 DE30                | 29 febbraio 2000  | LINEAR       |
| 249694 - | 2000 DW48                | 29 febbraio 2000  | LINEAR       |
| 249695 - | 2000 DR57                | 29 febbraio 2000  | LINEAR       |
| 249696 - | 2000 DO76                | 29 febbraio 2000  | LINEAR       |
| 249697 - | 2000 EF16                | 4 marzo 2000      | Spacewatch   |
| 249698 - | 2000 ER84                | 8 marzo 2000      | LINEAR       |
| 249699 - | 2000 EM143               | 3 marzo 2000      | LINEAR       |
| 249700 - | 2000 FB28                | 27 marzo 2000     | LONEOS       |

## 249701-249800
| Nome     | Designazione provvisoria | Data di scoperta  | Scopritore |
| -------- | ------------------------ | ----------------- | ---------- |
| 249701 - | 2000 GT8                 | 5 aprile 2000     | LINEAR     |
| 249702 - | 2000 GC129               | 5 aprile 2000     | Spacewatch |
| 249703 - | 2000 GA166               | 5 aprile 2000     | LINEAR     |
| 249704 - | 2000 HO1                 | 25 aprile 2000    | Spacewatch |
| 249705 - | 2000 HF72                | 25 aprile 2000    | LONEOS     |
| 249706 - | 2000 JJ8                 | 5 maggio 2000     | Spacewatch |
| 249707 - | 2000 KA63                | 26 maggio 2000    | LONEOS     |
| 249708 - | 2000 OC47                | 31 luglio 2000    | LINEAR     |
| 249709 - | 2000 OL68                | 29 luglio 2000    | LONEOS     |
| 249710 - | 2000 QO13                | 24 agosto 2000    | LINEAR     |
| 249711 - | 2000 QM37                | 24 agosto 2000    | LINEAR     |
| 249712 - | 2000 QU68                | 24 agosto 2000    | Wise       |
| 249713 - | 2000 QX74                | 24 agosto 2000    | LINEAR     |
| 249714 - | 2000 QQ143               | 31 agosto 2000    | LINEAR     |
| 249715 - | 2000 QE179               | 31 agosto 2000    | LINEAR     |
| 249716 - | 2000 QF216               | 31 agosto 2000    | LINEAR     |
| 249717 - | 2000 QV228               | 31 agosto 2000    | LINEAR     |
| 249718 - | 2000 QS254               | 28 agosto 2000    | LINEAR     |
| 249719 - | 2000 RF25                | 1 settembre 2000  | LINEAR     |
| 249720 - | 2000 RV83                | 1 settembre 2000  | LINEAR     |
| 249721 - | 2000 RM86                | 2 settembre 2000  | LONEOS     |
| 249722 - | 2000 RU93                | 4 settembre 2000  | LONEOS     |
| 249723 - | 2000 SK10                | 22 settembre 2000 | NEAT       |
| 249724 - | 2000 SR17                | 23 settembre 2000 | LINEAR     |
| 249725 - | 2000 SY25                | 23 settembre 2000 | LINEAR     |
| 249726 - | 2000 SS26                | 23 settembre 2000 | LINEAR     |
| 249727 - | 2000 SZ34                | 24 settembre 2000 | LINEAR     |
| 249728 - | 2000 SO35                | 24 settembre 2000 | LINEAR     |
| 249729 - | 2000 SH40                | 24 settembre 2000 | LINEAR     |
| 249730 - | 2000 SC45                | 28 settembre 2000 | LINEAR     |
| 249731 - | 2000 SS54                | 24 settembre 2000 | LINEAR     |
| 249732 - | 2000 SC82                | 24 settembre 2000 | LINEAR     |
| 249733 - | 2000 SL82                | 24 settembre 2000 | LINEAR     |
| 249734 - | 2000 SP88                | 24 settembre 2000 | LINEAR     |
| 249735 - | 2000 SA94                | 23 settembre 2000 | LINEAR     |
| 249736 - | 2000 SD104               | 24 settembre 2000 | LINEAR     |
| 249737 - | 2000 SE138               | 23 settembre 2000 | LINEAR     |
| 249738 - | 2000 SB159               | 27 settembre 2000 | Spacewatch |
| 249739 - | 2000 SN180               | 28 settembre 2000 | LINEAR     |
| 249740 - | 2000 SF192               | 24 settembre 2000 | LINEAR     |
| 249741 - | 2000 SE202               | 24 settembre 2000 | LINEAR     |
| 249742 - | 2000 SM207               | 24 settembre 2000 | LINEAR     |
| 249743 - | 2000 SR214               | 26 settembre 2000 | LINEAR     |
| 249744 - | 2000 SR233               | 21 settembre 2000 | LINEAR     |
| 249745 - | 2000 SU233               | 21 settembre 2000 | LINEAR     |
| 249746 - | 2000 SN236               | 24 settembre 2000 | LINEAR     |
| 249747 - | 2000 SE238               | 25 settembre 2000 | LINEAR     |
| 249748 - | 2000 SK239               | 27 settembre 2000 | LINEAR     |
| 249749 - | 2000 SV250               | 24 settembre 2000 | LINEAR     |
| 249750 - | 2000 SK282               | 23 settembre 2000 | LINEAR     |
| 249751 - | 2000 SM306               | 30 settembre 2000 | LINEAR     |
| 249752 - | 2000 SR306               | 30 settembre 2000 | LINEAR     |
| 249753 - | 2000 SO307               | 30 settembre 2000 | LINEAR     |
| 249754 - | 2000 SB326               | 29 settembre 2000 | Spacewatch |
| 249755 - | 2000 SJ350               | 29 settembre 2000 | LONEOS     |
| 249756 - | 2000 SD362               | 23 settembre 2000 | LONEOS     |
| 249757 - | 2000 TG7                 | 1 ottobre 2000    | LINEAR     |
| 249758 - | 2000 TG13                | 1 ottobre 2000    | LINEAR     |
| 249759 - | 2000 TM27                | 3 ottobre 2000    | LINEAR     |
| 249760 - | 2000 TD49                | 1 ottobre 2000    | LINEAR     |
| 249761 - | 2000 UG35                | 24 ottobre 2000   | LINEAR     |
| 249762 - | 2000 UM37                | 24 ottobre 2000   | LINEAR     |
| 249763 - | 2000 UW61                | 25 ottobre 2000   | LINEAR     |
| 249764 - | 2000 UN62                | 25 ottobre 2000   | LINEAR     |
| 249765 - | 2000 UU68                | 25 ottobre 2000   | LINEAR     |
| 249766 - | 2000 UF97                | 25 ottobre 2000   | LINEAR     |
| 249767 - | 2000 VK9                 | 1 novembre 2000   | LINEAR     |
| 249768 - | 2000 VO29                | 1 novembre 2000   | LINEAR     |
| 249769 - | 2000 VT51                | 3 novembre 2000   | LINEAR     |
| 249770 - | 2000 VL53                | 3 novembre 2000   | LINEAR     |
| 249771 - | 2000 VS53                | 3 novembre 2000   | LINEAR     |
| 249772 - | 2000 VF62                | 15 novembre 2000  | LINEAR     |
| 249773 - | 2000 WV8                 | 20 novembre 2000  | LINEAR     |
| 249774 - | 2000 WD18                | 21 novembre 2000  | LINEAR     |
| 249775 - | 2000 WO40                | 20 novembre 2000  | LINEAR     |
| 249776 - | 2000 WD44                | 21 novembre 2000  | LINEAR     |
| 249777 - | 2000 WE50                | 26 novembre 2000  | LINEAR     |
| 249778 - | 2000 WS64                | 27 novembre 2000  | Spacewatch |
| 249779 - | 2000 WG67                | 26 novembre 2000  | LINEAR     |
| 249780 - | 2000 WD86                | 20 novembre 2000  | LINEAR     |
| 249781 - | 2000 WV121               | 29 novembre 2000  | LINEAR     |
| 249782 - | 2000 WU126               | 16 novembre 2000  | Spacewatch |
| 249783 - | 2000 WH137               | 20 novembre 2000  | LINEAR     |
| 249784 - | 2000 WD146               | 23 novembre 2000  | NEAT       |
| 249785 - | 2000 WU150               | 19 novembre 2000  | LINEAR     |
| 249786 - | 2000 WD169               | 25 novembre 2000  | LONEOS     |
| 249787 - | 2000 XE34                | 4 dicembre 2000   | LINEAR     |
| 249788 - | 2000 XA53                | 6 dicembre 2000   | LINEAR     |
| 249789 - | 2000 XC53                | 6 dicembre 2000   | LINEAR     |
| 249790 - | 2000 YN1                 | 17 dicembre 2000  | LINEAR     |
| 249791 - | 2000 YK2                 | 19 dicembre 2000  | Spacewatch |
| 249792 - | 2000 YN10                | 22 dicembre 2000  | LINEAR     |
| 249793 - | 2000 YB14                | 23 dicembre 2000  | Spacewatch |
| 249794 - | 2000 YO21                | 28 dicembre 2000  | NEAT       |
| 249795 - | 2000 YS44                | 30 dicembre 2000  | LINEAR     |
| 249796 - | 2000 YE56                | 30 dicembre 2000  | LINEAR     |
| 249797 - | 2000 YX59                | 30 dicembre 2000  | LINEAR     |
| 249798 - | 2000 YZ63                | 30 dicembre 2000  | LINEAR     |
| 249799 - | 2000 YX81                | 30 dicembre 2000  | LINEAR     |
| 249800 - | 2000 YA91                | 30 dicembre 2000  | LINEAR     |

## 249801-249900
| Nome                | Designazione provvisoria | Data di scoperta  | Scopritore      |
| ------------------- | ------------------------ | ----------------- | --------------- |
| 249801 -            | 2000 YS93                | 30 dicembre 2000  | LINEAR          |
| 249802 -            | 2000 YZ138               | 27 dicembre 2000  | LONEOS          |
| 249803 -            | 2001 AV7                 | 2 gennaio 2001    | LINEAR          |
| 249804 -            | 2001 AG30                | 4 gennaio 2001    | LINEAR          |
| 249805 -            | 2001 AW45                | 6 gennaio 2001    | LINEAR          |
| 249806 -            | 2001 BB24                | 20 gennaio 2001   | LINEAR          |
| 249807 -            | 2001 BP58                | 21 gennaio 2001   | LINEAR          |
| 249808 -            | 2001 BL79                | 21 gennaio 2001   | LINEAR          |
| 249809 -            | 2001 CL31                | 12 febbraio 2001  | Comba, P. G.    |
| 249810 -            | 2001 DR34                | 19 febbraio 2001  | LINEAR          |
| 249811 -            | 2001 DX38                | 19 febbraio 2001  | LINEAR          |
| 249812 -            | 2001 DW75                | 20 febbraio 2001  | LINEAR          |
| 249813 -            | 2001 DB100               | 17 febbraio 2001  | NEAT            |
| 249814 -            | 2001 DG103               | 16 febbraio 2001  | LINEAR          |
| 249815 -            | 2001 FW4                 | 18 marzo 2001     | LINEAR          |
| 249816 -            | 2001 FD90                | 26 marzo 2001     | LINEAR          |
| 249817 -            | 2001 FL105               | 18 marzo 2001     | LINEAR          |
| 249818 -            | 2001 FT114               | 19 marzo 2001     | LINEAR          |
| 249819 -            | 2001 FA117               | 19 marzo 2001     | NEAT            |
| 249820 -            | 2001 FO148               | 24 marzo 2001     | LONEOS          |
| 249821 -            | 2001 FS150               | 24 marzo 2001     | LONEOS          |
| 249822 -            | 2001 FY177               | 19 marzo 2001     | LINEAR          |
| 249823 Delmarbarker | 2001 FK219               | 21 marzo 2001     | SKADS           |
| 249824 -            | 2001 GU6                 | 15 aprile 2001    | LINEAR          |
| 249825 -            | 2001 HT43                | 16 aprile 2001    | LONEOS          |
| 249826 -            | 2001 HB51                | 23 aprile 2001    | LINEAR          |
| 249827 -            | 2001 KR54                | 18 maggio 2001    | LINEAR          |
| 249828 -            | 2001 KX61                | 18 maggio 2001    | LINEAR          |
| 249829 -            | 2001 LH18                | 13 giugno 2001    | LONEOS          |
| 249830 -            | 2001 OD12                | 20 luglio 2001    | NEAT            |
| 249831 -            | 2001 OW24                | 16 luglio 2001    | LONEOS          |
| 249832 -            | 2001 OU37                | 20 luglio 2001    | NEAT            |
| 249833 -            | 2001 OP41                | 21 luglio 2001    | NEAT            |
| 249834 -            | 2001 ON57                | 16 luglio 2001    | NEAT            |
| 249835 -            | 2001 OD66                | 22 luglio 2001    | LONEOS          |
| 249836 -            | 2001 OJ88                | 21 luglio 2001    | NEAT            |
| 249837 -            | 2001 OE97                | 25 luglio 2001    | NEAT            |
| 249838 -            | 2001 OR104               | 28 luglio 2001    | LONEOS          |
| 249839 -            | 2001 PB10                | 8 agosto 2001     | NEAT            |
| 249840 -            | 2001 PT16                | 9 agosto 2001     | NEAT            |
| 249841 -            | 2001 PA33                | 10 agosto 2001    | NEAT            |
| 249842 -            | 2001 PF33                | 10 agosto 2001    | NEAT            |
| 249843 -            | 2001 PD34                | 10 agosto 2001    | NEAT            |
| 249844 -            | 2001 PA35                | 10 agosto 2001    | NEAT            |
| 249845 -            | 2001 PT43                | 14 agosto 2001    | NEAT            |
| 249846 -            | 2001 PU46                | 13 agosto 2001    | NEAT            |
| 249847 -            | 2001 PE59                | 14 agosto 2001    | NEAT            |
| 249848 -            | 2001 PJ67                | 1 agosto 2001     | NEAT            |
| 249849 -            | 2001 QA11                | 16 agosto 2001    | LINEAR          |
| 249850 -            | 2001 QC17                | 16 agosto 2001    | LINEAR          |
| 249851 -            | 2001 QY41                | 16 agosto 2001    | LINEAR          |
| 249852 -            | 2001 QV46                | 16 agosto 2001    | LINEAR          |
| 249853 -            | 2001 QC49                | 16 agosto 2001    | LINEAR          |
| 249854 -            | 2001 QG53                | 16 agosto 2001    | LINEAR          |
| 249855 -            | 2001 QV55                | 16 agosto 2001    | LINEAR          |
| 249856 -            | 2001 QV56                | 16 agosto 2001    | LINEAR          |
| 249857 -            | 2001 QL104               | 20 agosto 2001    | LINEAR          |
| 249858 -            | 2001 QZ118               | 17 agosto 2001    | LINEAR          |
| 249859 -            | 2001 QK119               | 17 agosto 2001    | LINEAR          |
| 249860 -            | 2001 QL124               | 19 agosto 2001    | LINEAR          |
| 249861 -            | 2001 QC131               | 20 agosto 2001    | LINEAR          |
| 249862 -            | 2001 QB133               | 21 agosto 2001    | LINEAR          |
| 249863 -            | 2001 QP133               | 21 agosto 2001    | LINEAR          |
| 249864 -            | 2001 QC160               | 23 agosto 2001    | LONEOS          |
| 249865 -            | 2001 QN162               | 23 agosto 2001    | LONEOS          |
| 249866 -            | 2001 QM165               | 24 agosto 2001    | NEAT            |
| 249867 -            | 2001 QP170               | 24 agosto 2001    | LINEAR          |
| 249868 -            | 2001 QO171               | 25 agosto 2001    | LINEAR          |
| 249869 -            | 2001 QF172               | 25 agosto 2001    | LINEAR          |
| 249870 -            | 2001 QV182               | 17 agosto 2001    | NEAT            |
| 249871 -            | 2001 QZ190               | 22 agosto 2001    | Tucker, R. A.   |
| 249872 -            | 2001 QF201               | 22 agosto 2001    | Spacewatch      |
| 249873 -            | 2001 QJ202               | 23 agosto 2001    | LONEOS          |
| 249874 -            | 2001 QH207               | 23 agosto 2001    | LINEAR          |
| 249875 -            | 2001 QH210               | 23 agosto 2001    | Spacewatch      |
| 249876 -            | 2001 QS213               | 23 agosto 2001    | LONEOS          |
| 249877 -            | 2001 QG227               | 24 agosto 2001    | LONEOS          |
| 249878 -            | 2001 QY246               | 24 agosto 2001    | LINEAR          |
| 249879 -            | 2001 QK253               | 25 agosto 2001    | LINEAR          |
| 249880 -            | 2001 QT266               | 20 agosto 2001    | LINEAR          |
| 249881 -            | 2001 QF271               | 19 agosto 2001    | LINEAR          |
| 249882 -            | 2001 QP271               | 19 agosto 2001    | LINEAR          |
| 249883 -            | 2001 QB279               | 19 agosto 2001    | LINEAR          |
| 249884 -            | 2001 QV286               | 17 agosto 2001    | NEAT            |
| 249885 -            | 2001 RW9                 | 10 settembre 2001 | LINEAR          |
| 249886 -            | 2001 RY11                | 9 settembre 2001  | LINEAR          |
| 249887 -            | 2001 RR29                | 7 settembre 2001  | LINEAR          |
| 249888 -            | 2001 RD34                | 8 settembre 2001  | LINEAR          |
| 249889 -            | 2001 RS43                | 10 settembre 2001 | Yeung, W. K. Y. |
| 249890 -            | 2001 RN51                | 12 settembre 2001 | LINEAR          |
| 249891 -            | 2001 RS61                | 12 settembre 2001 | LINEAR          |
| 249892 -            | 2001 RU66                | 10 settembre 2001 | LINEAR          |
| 249893 -            | 2001 RS72                | 10 settembre 2001 | LINEAR          |
| 249894 -            | 2001 RF95                | 11 settembre 2001 | LONEOS          |
| 249895 -            | 2001 RU102               | 12 settembre 2001 | LINEAR          |
| 249896 -            | 2001 SK4                 | 17 settembre 2001 | Tucker, R. A.   |
| 249897 -            | 2001 SD11                | 16 settembre 2001 | LINEAR          |
| 249898 -            | 2001 SG11                | 16 settembre 2001 | LINEAR          |
| 249899 -            | 2001 SL12                | 16 settembre 2001 | LINEAR          |
| 249900 -            | 2001 SZ60                | 17 settembre 2001 | LINEAR          |

## 249901-250000
| Nome     | Designazione provvisoria | Data di scoperta  | Scopritore               |
| -------- | ------------------------ | ----------------- | ------------------------ |
| 249901 - | 2001 SZ82                | 20 settembre 2001 | LINEAR                   |
| 249902 - | 2001 SX86                | 20 settembre 2001 | LINEAR                   |
| 249903 - | 2001 SK89                | 20 settembre 2001 | LINEAR                   |
| 249904 - | 2001 SG90                | 20 settembre 2001 | LINEAR                   |
| 249905 - | 2001 SK91                | 20 settembre 2001 | LINEAR                   |
| 249906 - | 2001 SE94                | 20 settembre 2001 | LINEAR                   |
| 249907 - | 2001 SQ104               | 20 settembre 2001 | LINEAR                   |
| 249908 - | 2001 SR143               | 16 settembre 2001 | LINEAR                   |
| 249909 - | 2001 SC152               | 17 settembre 2001 | LINEAR                   |
| 249910 - | 2001 SO162               | 17 settembre 2001 | LINEAR                   |
| 249911 - | 2001 SN166               | 19 settembre 2001 | LINEAR                   |
| 249912 - | 2001 SW170               | 16 settembre 2001 | LINEAR                   |
| 249913 - | 2001 SS179               | 19 settembre 2001 | LINEAR                   |
| 249914 - | 2001 SX181               | 19 settembre 2001 | LINEAR                   |
| 249915 - | 2001 SQ192               | 19 settembre 2001 | LINEAR                   |
| 249916 - | 2001 SV204               | 19 settembre 2001 | LINEAR                   |
| 249917 - | 2001 SN234               | 19 settembre 2001 | LINEAR                   |
| 249918 - | 2001 SS259               | 20 settembre 2001 | LINEAR                   |
| 249919 - | 2001 SL261               | 20 settembre 2001 | LINEAR                   |
| 249920 - | 2001 SK288               | 28 settembre 2001 | NEAT                     |
| 249921 - | 2001 SV292               | 16 settembre 2001 | LINEAR                   |
| 249922 - | 2001 SG295               | 20 settembre 2001 | LINEAR                   |
| 249923 - | 2001 SZ319               | 21 settembre 2001 | LINEAR                   |
| 249924 - | 2001 SR322               | 25 settembre 2001 | LINEAR                   |
| 249925 - | 2001 SJ333               | 19 settembre 2001 | Spacewatch               |
| 249926 - | 2001 SQ346               | 25 settembre 2001 | NEAT                     |
| 249927 - | 2001 SS353               | 25 settembre 2001 | LINEAR                   |
| 249928 - | 2001 TV3                 | 7 ottobre 2001    | NEAT                     |
| 249929 - | 2001 TD14                | 12 ottobre 2001   | Kušnirák, P., Pravec, P. |
| 249930 - | 2001 TO15                | 11 ottobre 2001   | LINEAR                   |
| 249931 - | 2001 TH44                | 14 ottobre 2001   | LINEAR                   |
| 249932 - | 2001 TJ52                | 13 ottobre 2001   | LINEAR                   |
| 249933 - | 2001 TB54                | 13 ottobre 2001   | LINEAR                   |
| 249934 - | 2001 TA93                | 14 ottobre 2001   | LINEAR                   |
| 249935 - | 2001 TE115               | 14 ottobre 2001   | LINEAR                   |
| 249936 - | 2001 TR124               | 12 ottobre 2001   | NEAT                     |
| 249937 - | 2001 TP127               | 12 ottobre 2001   | LONEOS                   |
| 249938 - | 2001 TN128               | 13 ottobre 2001   | NEAT                     |
| 249939 - | 2001 TX141               | 10 ottobre 2001   | NEAT                     |
| 249940 - | 2001 TL166               | 15 ottobre 2001   | LINEAR                   |
| 249941 - | 2001 TZ167               | 15 ottobre 2001   | LINEAR                   |
| 249942 - | 2001 TB168               | 15 ottobre 2001   | LINEAR                   |
| 249943 - | 2001 TD177               | 14 ottobre 2001   | LINEAR                   |
| 249944 - | 2001 TV178               | 14 ottobre 2001   | LINEAR                   |
| 249945 - | 2001 TS179               | 14 ottobre 2001   | LINEAR                   |
| 249946 - | 2001 TP187               | 14 ottobre 2001   | LINEAR                   |
| 249947 - | 2001 TU196               | 15 ottobre 2001   | NEAT                     |
| 249948 - | 2001 TT198               | 11 ottobre 2001   | LINEAR                   |
| 249949 - | 2001 TZ199               | 11 ottobre 2001   | LINEAR                   |
| 249950 - | 2001 TQ212               | 13 ottobre 2001   | LONEOS                   |
| 249951 - | 2001 TT215               | 13 ottobre 2001   | NEAT                     |
| 249952 - | 2001 TD222               | 14 ottobre 2001   | LINEAR                   |
| 249953 - | 2001 TG228               | 15 ottobre 2001   | Spacewatch               |
| 249954 - | 2001 TQ234               | 15 ottobre 2001   | NEAT                     |
| 249955 - | 2001 TJ238               | 15 ottobre 2001   | NEAT                     |
| 249956 - | 2001 UM8                 | 17 ottobre 2001   | LINEAR                   |
| 249957 - | 2001 UG11                | 18 ottobre 2001   | NEAT                     |
| 249958 - | 2001 UE26                | 18 ottobre 2001   | LINEAR                   |
| 249959 - | 2001 UA27                | 16 ottobre 2001   | NEAT                     |
| 249960 - | 2001 UQ38                | 17 ottobre 2001   | LINEAR                   |
| 249961 - | 2001 UV49                | 17 ottobre 2001   | LINEAR                   |
| 249962 - | 2001 UM54                | 18 ottobre 2001   | LINEAR                   |
| 249963 - | 2001 UK71                | 17 ottobre 2001   | Spacewatch               |
| 249964 - | 2001 UN71                | 19 ottobre 2001   | Spacewatch               |
| 249965 - | 2001 UD77                | 17 ottobre 2001   | LINEAR                   |
| 249966 - | 2001 UJ98                | 17 ottobre 2001   | LINEAR                   |
| 249967 - | 2001 UO121               | 22 ottobre 2001   | LINEAR                   |
| 249968 - | 2001 UV125               | 23 ottobre 2001   | NEAT                     |
| 249969 - | 2001 UC170               | 21 ottobre 2001   | LINEAR                   |
| 249970 - | 2001 UP183               | 16 ottobre 2001   | NEAT                     |
| 249971 - | 2001 UM193               | 18 ottobre 2001   | LINEAR                   |
| 249972 - | 2001 UV197               | 19 ottobre 2001   | NEAT                     |
| 249973 - | 2001 UL218               | 26 ottobre 2001   | Spacewatch               |
| 249974 - | 2001 UZ229               | 17 ottobre 2001   | NEAT                     |
| 249975 - | 2001 VU4                 | 11 novembre 2001  | LINEAR                   |
| 249976 - | 2001 VK41                | 9 novembre 2001   | LINEAR                   |
| 249977 - | 2001 VE48                | 9 novembre 2001   | LINEAR                   |
| 249978 - | 2001 VB50                | 10 novembre 2001  | LINEAR                   |
| 249979 - | 2001 VM51                | 10 novembre 2001  | LINEAR                   |
| 249980 - | 2001 VE78                | 15 novembre 2001  | Spacewatch               |
| 249981 - | 2001 VR101               | 12 novembre 2001  | LINEAR                   |
| 249982 - | 2001 VC102               | 12 novembre 2001  | LINEAR                   |
| 249983 - | 2001 VF125               | 12 novembre 2001  | LINEAR                   |
| 249984 - | 2001 WM18                | 17 novembre 2001  | LINEAR                   |
| 249985 - | 2001 WR23                | 17 novembre 2001  | Spacewatch               |
| 249986 - | 2001 WV28                | 17 novembre 2001  | LINEAR                   |
| 249987 - | 2001 WK51                | 19 novembre 2001  | LINEAR                   |
| 249988 - | 2001 WJ58                | 19 novembre 2001  | LINEAR                   |
| 249989 - | 2001 XS8                 | 9 dicembre 2001   | LINEAR                   |
| 249990 - | 2001 XV48                | 10 dicembre 2001  | LINEAR                   |
| 249991 - | 2001 XX65                | 10 dicembre 2001  | LINEAR                   |
| 249992 - | 2001 XM90                | 10 dicembre 2001  | LINEAR                   |
| 249993 - | 2001 XT92                | 10 dicembre 2001  | LINEAR                   |
| 249994 - | 2001 XB111               | 11 dicembre 2001  | LINEAR                   |
| 249995 - | 2001 XO128               | 14 dicembre 2001  | LINEAR                   |
| 249996 - | 2001 XC191               | 14 dicembre 2001  | LINEAR                   |
| 249997 - | 2001 XE202               | 11 dicembre 2001  | LINEAR                   |
| 249998 - | 2001 XO204               | 11 dicembre 2001  | LINEAR                   |
| 249999 - | 2001 XC218               | 15 dicembre 2001  | LINEAR                   |
| 250000 - | 2001 XB242               | 14 dicembre 2001  | LINEAR                   |